# Ava Lustra
Ava Lustra (Chester Heights, Pensilvania; 19 de septiembre de 1971) es una actriz pornográfica y modelo erótica retirada estadounidense.

## Biografía
Lustra nació en septiembre de 1971 en Chester Heights, un borough ubicado en el condado de Delaware del estado estadounidense de Pensilvania.
Entró en la industria pornográfica en 1993, con 22 años de edad. Alternó su trabajo aquí con el de modelo erótica y estríper en diversos clubes. Durante su etapa como actriz trabajó para productoras como Big Top Video, Viv Thomas o JB Video.
En muchas de sus películas rodaba escenas de fetichismo de pies.
Su gran año fue 1999. En la XVI edición de los Premios AVN se alzó con el premio a la Mejor Tease Performance por Leg Sex Dream. Por esta película, también estuvo nominada en la categoría de Mejor escena de sexo lésbico en grupo.
Por la película Every Woman Has a Foot Fantasy recibió otras dos nominaciones a Mejor Tease Performance y Mejor escena de sexo chico/chica.
Se retiró en 2001, habiendo grabado tan solo 19 películas entre producciones originales y compilaciones.
Otros trabajos de su filmografía fueron Big Tit Challenge - Ava Lustra vs Erika Everest, Bustin' Into Las Vegas, Foot Fuckin' Freaks 2, Hot Wet Sex, Thunder Boobs, Tit to Tit 2000 o Tit To Tit Collection 2.

## Premios y nominaciones
| Año  | Ceremonia   | Resultado | Premio                                | Trabajo                        |
| ---- | ----------- | --------- | ------------------------------------- | ------------------------------ |
| 1999 | Premios AVN | Ganadora  | Mejor Tease Performance               | Leg Sex Dream                  |
| 1999 | Premios AVN | Nominada  | Mejor Tease Performance               | Every Woman Has a Foot Fantasy |
| 1999 | Premios AVN | Nominada  | Mejor escena de sexo lésbico en grupo | Leg Sex Dream                  |
| 1999 | Premios AVN | Nominada  | Mejor escena de sexo chico/chica      | Every Woman Has a Foot Fantasy |